# بول غونتر
بول غونتر (بالإنجليزية: Paul Gunter)‏، هو أحد مؤسسي مجموعة «كلامشيل ألاينس» المناهضة للطاقة النووية، والذي ألقي القبض عليه في محطة سيبروك ستيشن للطاقة النووية من أجل العصيان المدني اللاعنفي في عدة مناسبات.

## نبذة
هو محلل وناشط في مجال سياسات الطاقة وكان منتقدا للطاقة النووية منذ أكثر من 30 سنة. عمل بول غونتر كمدير مشروع المفاعل التابع للمفاعل النووي للمعلومات وخدمة الموارد لمدة 20 سنة.
في عام 2007، انضم إلى بيوند نووتش كخبير مفاعل نووي خاص بهم. وقد قام بالعديد من المؤتمرات التليفزيونية والإذاعية والمؤتمرات الوطنية والدولية.
في عام 2008، فاز بجائزة جين باجلي ليمان من منظمة تايدز تقديرا لإنجازاته البارزة في «محاربة القوة النووية».